# Wereldkampioenschappen wielrennen 2024 – Wegwedstrijd mannen beloften
De wegwedstrijd voor mannen beloften op de wereldkampioenschappen wielrennen 2024 werd gehouden op 27 september. De renners startten in Uster en finishten 173,6 kilometer later in Zürich. De Duitser Niklas Behrens won in een sprint-à-deux van de Slowaak Martin Svrček. Een kleine halve minuut later finishte de Belg Alec Segaert, die in de slotkilometers nog voorbij een achtervolgende groep was gereden, op de derde plek. Jan Christen, vooraf genoemd als een van de grootste favorieten, reed zo'n veertig kilometer solo in de aanval, alvorens op tien kilometer voor het einde terug te worden gegrepen. Hij finishte als vierde, na in de slotfase wederom te zijn weggereden uit een klein groepje.
Van de 184 renners op de startlijst ging enkel de Rwandees Etienne Tuyizere niet van start. In de geneutraliseerde fase na de officieuze start kwam de Oezbeek Nikita Tsvetkov ten val, waarna hij nog voor de officiële start van de race opgaf.

## Uitslag
| Plaats | Naam                  | Tijd     |
| ------ | --------------------- | -------- |
| Goud   | Niklas Behrens        | 3u57'24" |
| Zilver | Martin Svrček         | z.t.     |
| Brons  | Alec Segaert          | + 28"    |
| 4      | Jan Christen          | + 39"    |
| 5      | Joseph Blackmore      | + 46"    |
| 6      | Isaac del Toro        | z.t.     |
| 7      | Jarno Widar           | + 50"    |
| 8      | Tibor Del Grosso      | + 1'25"  |
| 9      | Iván Romeo            | + 2'27"  |
| 10     | Igor Arrieta          | + 2'45"  |
| 11     | Giulio Pellizzari     | z.t.     |
| 12     | Darren Rafferty       | + 2'48"  |
| 13     | Fabio Christen        | + 4'43"  |
| 14     | Arno Wallenborn       | z.t.     |
| 15     | Emiel Verstrynge      | z.t.     |
| 16     | Emil Herzog           | z.t.     |
| 17     | William Junior Lecerf | z.t.     |
| 18     | Menno Huising         | z.t.     |
| 19     | Simon Dalby           | + 4'46"  |
| 20     | António Morgado       | + 4'56"  |